# Weberův–Fechnerův zákon
Weberův–Fechnerův zákon je označení odkazující na dvě hypotézy v psychofyzice, známých jako Weberův zákon a Fechnerův zákon. Oba zákony popisují lidské vnímání, konkrétně vztah mezi reálnou změnou v psychickém stimulu a vnímanou změnou. Vnímání může probíhat jakýmkoliv smyslem: zrakem, sluchem, chutí, hmatem i čichem.

## Historie a formulace zákonů
Weberův i Fechnerův zákon byly formulovány Gustavem Theodorem Fechnerem. Poprvé byly publikovány v roce 1860 v práci se jménem Elemente der Psychophysik (Elementy psychofyziky). Tato publikace byla první publikací v této oblasti psychofyziky. V této práci Fechner prorazil s termínem psychofyzika jako s vědou, která studuje jak lidé vnímají fyzikální podněty.

### Weberův zákon
Ernst Heinrich Weber byl jeden z prvních lidí, kteří studovali lidskou odezvu na fyzikální stimuly. Fechner byl student Webera a pojmenoval po něm jeho první zákon jako projev úcty, protože Weber byl ten, kdo provedl experimenty potřebné k formulování zákona.
Fechner vytvořil více formulací zákona, všechny popisující tu samou věc. Jedna z formulací zní:
„Vzrůstá-li intenzita podnětu řadou geometrickou, pak roste intenzita počitku řadou aritmetickou“
Lze ho formulovat jako:
Mezní rozdíl intenzity fyzikálního stimulu, který člověk dokáže vnímat, je přímo úměrný intenzitě počátečního stimulu
Tento rozdíl síly se v angličtině nazývá JND (just-noticeable difference)). Zákon lze přepsat jako:
{\displaystyle \Delta S=k\cdot S}
Kde S je intenzita počátečního stimulu a ΔS je nejmenší rozdíl intenzity stimulu, který člověk dokáže poznat. Zároveň k je konstanta, kterou je třeba zjistit experimentálním měřením.
Weberův zákon nefunguje pro nízké intenzity podnětu a většinou ani pro vysoké intenzity. Přibližně odpovídá pravdě ve středním rozsahu intenzit.

### Fechnerův zákon

#### Weberův kontrast
Ačkoli Weberův zákon obsahuje prohlášení o proporcionalitě (mezní rozdíl intenzity podnětu je přímo úměrný intenzitě podnětu) vnímané změny k počátečním podnětům, Weber se na toto odvolává pouze jako na pravidlo týkající se lidského vnímání. Fechner formuloval toto tvrzení jako matematický výraz označovaný jako Weberův kontrast:
{\displaystyle {\mathrm {d} }p=k\cdot {\frac {\mathrm {d} S}{S}}}Kde p je vnímaná intenzita stimulu a S je intenzita stimulu. dS je mezní rozdíl intenzity stimulu a k je konstanta, kterou je potřeba zjistit měřením – záleží na tom, jaký smysl je během experimentu používán a také na tom o jaký jde typ stimulu.
Weberův kontrast není součástí Weberova zákona.

#### Odvození Fechnerova zákona
Fechnerův zákon vznikl matematickými úpravami Weberova kontrastu – jeho integrací:
{\displaystyle \mathrm {d} p=k\cdot {\frac {\mathrm {d} S}{S}}}Zintegrujeme tento výraz:
{\displaystyle \int \mathrm {d} p=k\cdot \int {\frac {\mathrm {d} S}{S}}}Tím dostaneme rovnost{\displaystyle p=k\cdot \ln S+C}Abychom zjistili hodnotu konstanty C, dosadíme do rovnice vnímanou intenzitu podnětu p=0 a za S dosadíme S0, které bude maximální intenzita podnětu, kterou člověk nepocítí:
{\displaystyle 0=k\cdot \ln S_{0}+C}{\displaystyle C=-k\cdot \ln S_{0}}Dosazením do původní rovnice dostaneme:{\displaystyle p=k\cdot \ln S-k\cdot \ln S_{0}=k\cdot (\ln S-\ln S_{0})=k\cdot \ln {\frac {S}{S_{0}}}}V této rovnici je k opět konstanta, která závisí jak na typu podnětu, tak na smysl, který je používán k měření. S je intenzita podnětu, p je vnímaná intenzita podnětu a S0 je největší možná intenzita podnětu, jakou je člověk možný vnímat (samozřejmě subjektivní).

## Vysvětlení Fechnerova zákona

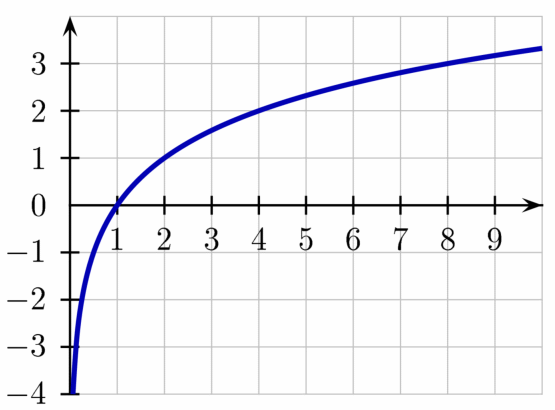

Fechnerův zákon popisuje to, že pro intenzivnější podněty je složitější poznat rozdíl intenzity podnětu než pro slabší podněty. Jednoduše to lze odvodit z grafu matematické formulace Fechnerova zákona – zjednodušme ho pouze na přirozený logaritmus: Pokud vezmeme dvě stejné Δx, které umístíme různě daleko od počátku, Δy které k nim patří, budou různě velké – pro vzdálenější Δx bude Δy vždy menší.
To lze matematicky jednoduše dokázat:
Pokud funkci zderivujeme, dostaneme:
{\displaystyle {\operatorname {d}  \over \operatorname {d} \!x}(\ln x)={\frac {1}{x}}}
Je očividné, že derivace je funkce klesající na intervalu (0;∞), na kterém je definovaný i přirozený logaritmus. To znamená, že hodnoty funkce y = ln(x) se pro větší x zvyšují pomaleji, než pro nižší x.

## Příklady vnímaní a výskytu Fechnerova zákona v praxi

### Vnímání hmotnosti
Weber přišel na to, že pokud máme dvě závaží – například 100 gramů a 105 gramů, je jednoduché rozlišit, které z nich je to těžší. Pokud ale vezmeme dvě závaží se stejným rozdílem hmotností, ale těžší, už to nepůjde poznat – například 500 gramů a 505 gramů nelze rozeznat.

### Zrak
Pokud ve tmavé místnosti někdo rozsvítí světlo, lze to hned poznat. Pokud ale za jasného dne, kdy je celý pokoj prosvícený někdo rozsvítí světlo, už to nebude tak jednoduché.

### Zvuk
Vztah frekvence k lidskému vnímání je přesně logaritmický jakožto oktáva = log2(fn/fn-1), kdy n značí celočíselné násobky frekvence. Prakticky řečeno rozdíl Δf mezi stejně označenými tóny (např. tón A) v "basovém" spektru je pár Hz, kdežto ve vyšším spektru řádově tisíce Hz. Pokud bychom chtěli použít přirozený logaritmus ln(fn/fn-1), je nutné jej vynásobit konstantou k = 1,4427.
Jiná situace ale nastává u vnímání hlasitosti (akustického tlaku).

### Nalezení peněz
Pokud bezdomovec najde korunu, bude z toho mít radost a bude pro něj mít velký význam. Když ale bohatý člověk najde na zemi korunu, nemusí ji ani zvednout, protože to pro něj je tak malý obnos peněz, že mu na něm nemusí záležet.

### Stárnutí
Čím je člověk starší, tím rychleji mu čas běží – intenzita (čas) se zvyšuje, a proto rozdíl intenzity (např. v 60 letech 1 rok) se zdá čím dál kratší – pro člověka se čas "zrychluje", přijde mu, že každý další rok utekl rychleji.

### Vězení
Pokud by byl člověk vězněný 6 měsíců, zdály by se mu 3 měsíce jako velmi dlouhá doba. Bude-li vězněn 20 let, 3 měsíce mu přijdou jako zanedbatelný časový úsek.

### Viditelnost hvězd na obloze
Hvězdná velikost (magnituda) udává v astronomii jasnost objektu na obloze (nejjasnější je 1. mag, hranice pozorovatelnosti pouhým okem je 6. mag), přičemž stupnice byla subjektivně stanovena ve starověku (Hipparchos ve 2. století př. n. l.) a nově definována jako logaritmická jednotka s využitím Weber–Fechnerova zákona.

## Řešení problémů pomocí Weberova zákona
Uvažujme opět problém se závažími – dvě závaží, z nichž jedno váží například 100 g a druhé například 105 g jsou svými hmotnostmi od sebe vzdálena tak, že je to mezní rozdíl – u menšího rozdílu by to už to člověk nepoznal. Pak dosazením do Weberova zákona dostaneme:{\displaystyle k={\frac {\Delta S}{S}}={\frac {105-100}{100}}={\frac {5}{100}}={\frac {1}{20}}}Tím jsme zjistili konstantu k. Nyní budeme chtít zjistit, jak velký rozdíl by od sebe musela mít dvě závaží, ze kterých lehčí váží například 300 gramů, aby člověk dokázal poznat, které z nich je těžší. Dosadíme tedy do Weberova zákona:{\displaystyle \Delta S=k\cdot S={\frac {1}{20}}\cdot 300=15}Druhé závaží by tedy muselo vážit o 15 gramů víc, tedy 315 gramů.